# Język bintauna
Język bintauna (a. bintaoena, bintawoena, bitaoena) – język austronezyjski używany w prowincji Celebes Północny w Indonezji, w rejonie miasta Bintauna. Według danych z 2000 roku ma nieco ponad 11 tys. użytkowników.
W miejscowościach Kuhanga, Bintauna i Bintauna Pante nie zarejestrowano różnic dialektalnych. Bintauna jest stosunkowo bliski językowi kaidipang-bolangitang.
Jest wypierany przez język indonezyjski oraz malajski miasta Manado, który ma duże znaczenie w komunikacji regionalnej. W latach 90. XX wieku pozostawał w intensywnym użyciu, ale w całym regionie zaobserwowano wzrost roli języka narodowego, zwłaszcza u młodszego pokolenia. W obu przebadanych wsiach był znany dzieciom, choć w jednej z miejscowości posługiwały się nim głównie osoby dorosłe.
Został opisany w postaci opracowania gramatycznego (Struktur bahasa Bintauna, 1996) . Do lat 90. pozostawał bliżej niepoznany.